# Молодіжна першість України з футболу 2009—2010
6-та молодіжна першість України з футболу серед дублерів проходила з липня 2009 року по травень 2010 року. Чемпіоном вперше стала молодіжна команда «Карпати» (Львів), вилетіли з турніру «Чорноморець» (Одеса) та «Закарпаття» (Ужгород).

## Учасники
У турнірі взяли участь 16 молодіжних команд:
| - «Арсенал» (Київ) - «Ворскла» (Полтава) - «Динамо» (Київ) - «Дніпро» (Дніпропетровськ) - «Закарпаття» (Ужгород) - «Зоря» (Луганськ) - «Іллічівець» (Маріуполь) - «Карпати» (Львів) | - «Кривбас» (Кривий Ріг) - «Металіст» (Харків) - «Металург» (Донецьк) - «Металург» (Запоріжжя) - «Оболонь» (Київ) - «Таврія» (Сімферополь) - «Чорноморець» (Одеса) - «Шахтар» (Донецьк) |

 — нові команди.

## Підсумкова таблиця
|    | Команда                    | І  | В  | Н | П  | МЗ | МП | О  |
| -- | -------------------------- | -- | -- | - | -- | -- | -- | -- |
| 1  | «Карпати» (Львів)          | 30 | 23 | 3 | 4  | 73 | 27 | 72 |
| 2  | «Шахтар» (Донецьк)         | 30 | 18 | 7 | 5  | 74 | 34 | 61 |
| 3  | «Динамо» (Київ)            | 30 | 19 | 4 | 7  | 65 | 37 | 61 |
| 4  | «Чорноморець» (Одеса)      | 30 | 18 | 5 | 7  | 67 | 45 | 59 |
| 5  | «Металіст» (Харків)        | 30 | 16 | 6 | 8  | 53 | 41 | 54 |
| 6  | «Зоря» (Луганськ)          | 30 | 16 | 3 | 11 | 41 | 34 | 51 |
| 7  | «Оболонь» (Київ)           | 30 | 13 | 4 | 13 | 39 | 41 | 43 |
| 8  | «Кривбас» (Кривий Ріг)     | 30 | 13 | 3 | 14 | 38 | 38 | 42 |
| 9  | «Ворскла» (Полтава)        | 30 | 11 | 8 | 11 | 45 | 38 | 41 |
| 10 | «Металург» (Запоріжжя)     | 30 | 11 | 4 | 15 | 46 | 49 | 37 |
| 11 | «Дніпро» (Дніпропетровськ) | 30 | 11 | 4 | 15 | 44 | 51 | 34 |
| 12 | «Металург» (Донецьк)       | 30 | 10 | 6 | 14 | 39 | 52 | 36 |
| 13 | «Арсенал» (Київ)           | 30 | 9  | 2 | 19 | 29 | 58 | 29 |
| 14 | «Таврія» (Сімферополь)     | 30 | 7  | 7 | 16 | 38 | 52 | 28 |
| 15 | «Іллічівець» (Маріуполь)   | 30 | 6  | 2 | 22 | 29 | 57 | 20 |
| 16 | «Закарпаття» (Ужгород)     | 30 | 3  | 4 | 23 | 23 | 89 | 13 |

## Бомбардири

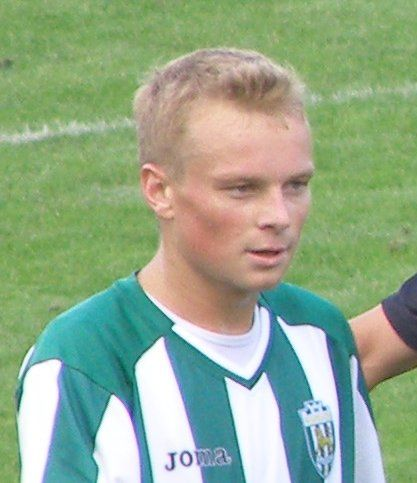
Юрій Фурта

| # | Футболіст          | Команда               | Ігор | Голів (з пен.) |
| - | ------------------ | --------------------- | ---- | -------------- |
| 1 | Юрій Фурта         | «Карпати» (Львів)     | 29   | 15 (0)         |
| 2 | Артем Громов       | «Ворскла» (Полтава)   | 26   | 15 (2)         |
| 3 | Олександр Якименко | «Чорноморець» (Одеса) | 16   | 13 (1)         |
| 4 | Ярослав Куцяба     | «Карпати» (Львів)     | 29   | 12 (8)         |
| 5 | Єгор Картушов      | «Шахтар» (Донецьк)    | 17   | 11 (4)         |
| 6 | Юрій Габовда       | «Карпати» (Львів)     | 24   | 10 (0)         |
| 7 | Олександр Косирін  | «Чорноморець» (Одеса) | 10   | 10 (4)         |
| 8 | Денис Гармаш       | «Динамо» (Київ)       | 12   | 9 (0)          |
| 9 | Ігор Сікорський    | «Зоря» (Луганськ)     | 27   | 9 (1)          |